# Polnische Squash-Meisterschaften
Die Polnischen Squash-Meisterschaften sind ein Wettbewerb zur Ermittlung des nationalen Meistertitels im Squash in Polen. Ausrichter ist die Polski Związek Squasha.
Sie werden seit 2003 bei den Herren und Damen jährlich ausgetragen. Rekordhalter ist Filip Jarota bei den Herren mit fünf Titeln sowie Dominika Witkowska bei den Damen mit sieben Titeln.

## Polnische Meister
Die Nummern in Klammern hinter den Namen geben die Anzahl der gewonnenen Meisterschaften wieder. Folgende Spieler konnten die Meisterschaft gewinnen:
| Jahr | Herren               | Damen                  |
| ---- | -------------------- | ---------------------- |
| 2003 | Andrzej Wierzba      | Ewa Szafrańska         |
| 2004 | Andrzej Wierzba (2)  | Maja Taraszkiewicz     |
| 2005 | Andrzej Wierzba (3)  | Dominika Witkowska     |
| 2006 | Andrzej Wierzba (4)  | Dominika Witkowska (2) |
| 2007 | Marcin Kozik         | Dominika Witkowska (3) |
| 2008 | Wojciech Nowisz      | Anna Jurkun            |
| 2009 | Wojciech Nowisz (2)  | Anna Jurkun (2)        |
| 2010 | Wojciech Nowisz (3)  | Dominika Witkowska (4) |
| 2011 | Marcin Karwowski     | Dominika Witkowska (5) |
| 2012 | Michal Reid          | Dominika Witkowska (6) |
| 2013 | Marcin Karwowski (2) | Dominika Witkowska (7) |
| 2014 | Marcin Karwowski (3) | Magda Kamińska         |
| 2015 | Mateusz Kotra        | Magda Kamińska (2)     |
| 2016 | Mateusz Kotra (2)    | Magda Kamińska (3)     |
| 2017 | Łukasz Stachowski    | Karina Tyma            |
| 2018 | Przemysław Atras     | Magda Kamińska (4)     |
| 2019 | Filip Jarota         | Karina Tyma (2)        |
| 2020 | Filip Jarota (2)     | Karina Tyma (3)        |
| 2021 | Filip Jarota (3)     | Karina Tyma (4)        |
| 2022 | Filip Jarota (4)     | Karina Tyma (5)        |
| 2023 | Filip Jarota (5)     | Karina Tyma (6)        |
| 2024 | Filip Jarota (6)     | Karina Tyma (7)        |
| 2025 | Leon Krysiak         | Karina Tyma (8)        |